# Godin (cráter)

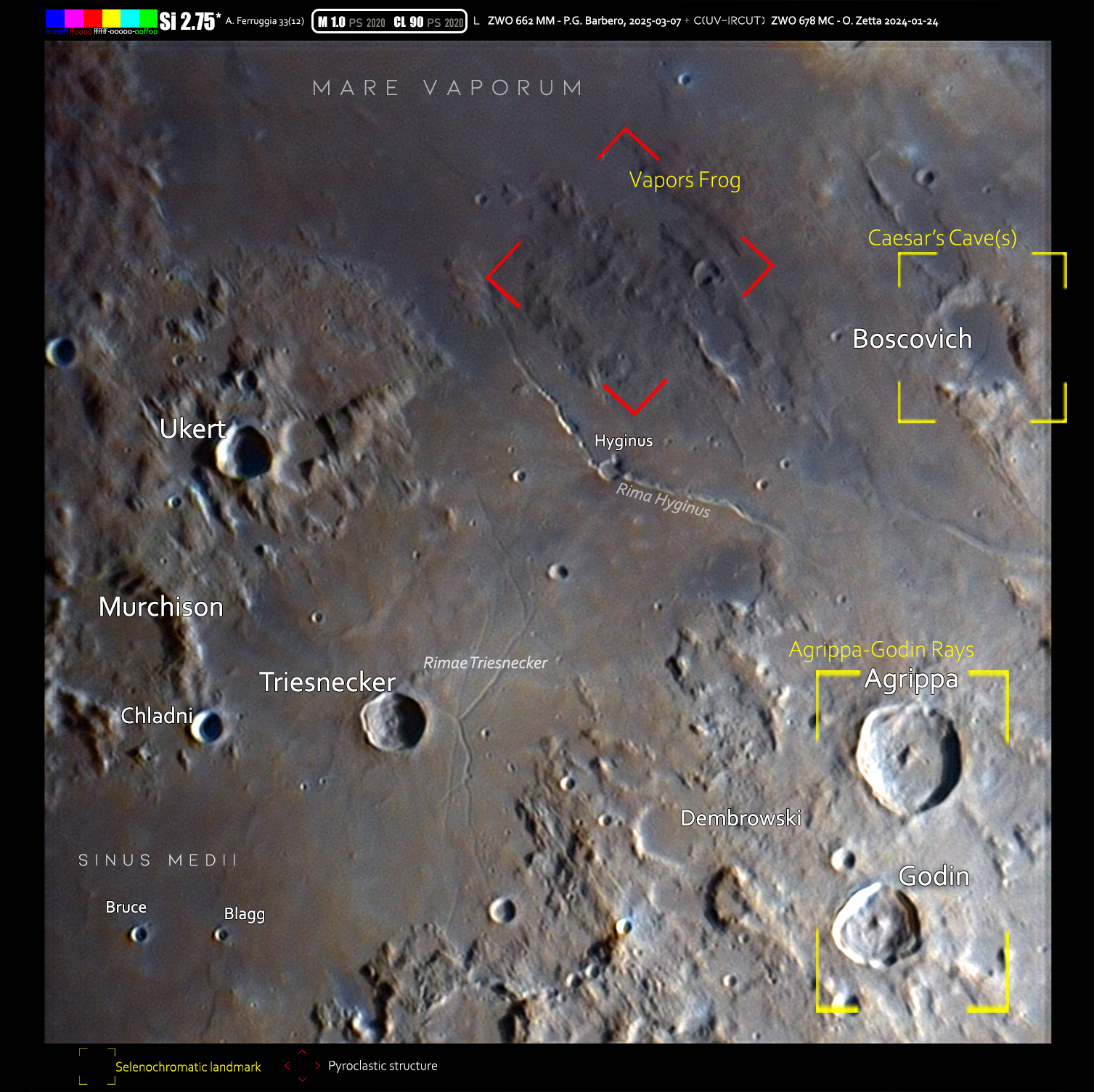
Área del cràter (a la derecha) en formato selenocromático

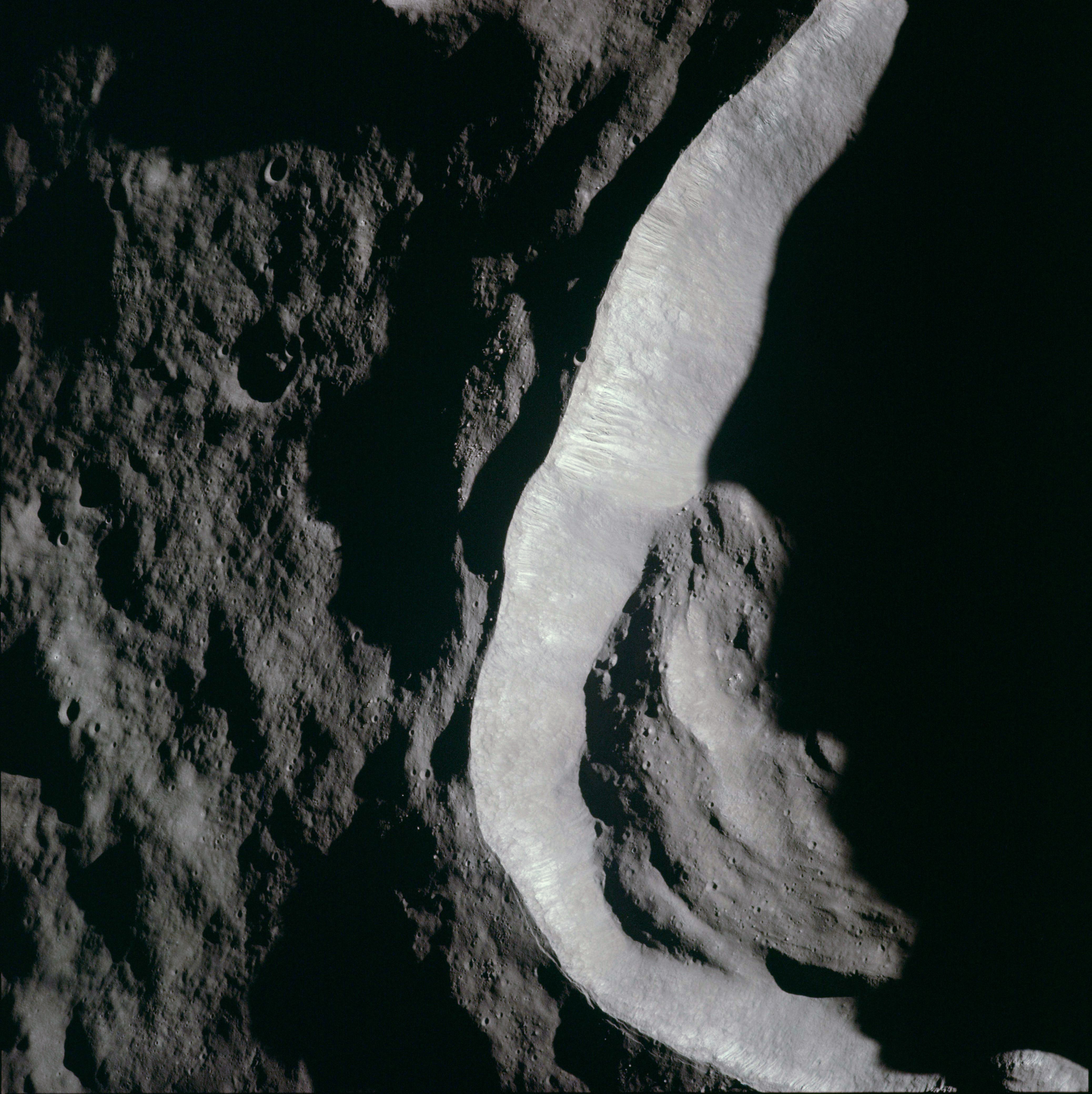
Fotografía de la misión Apolo 10

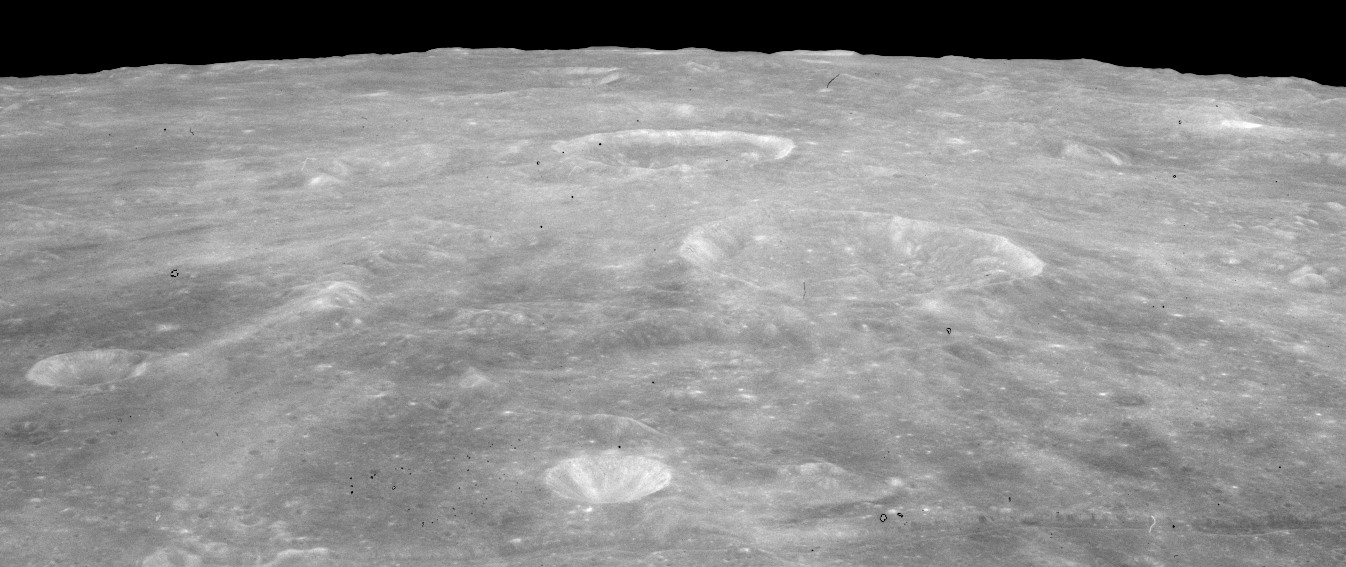
Fotografía de la misión Apolo 15

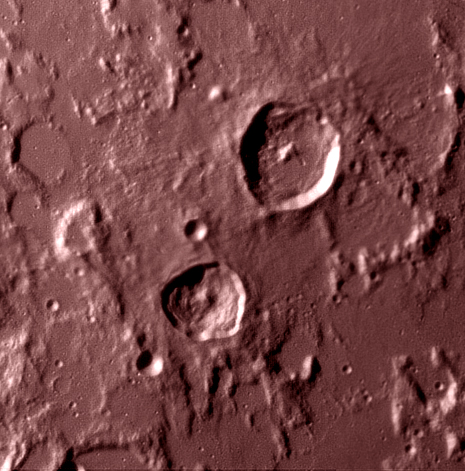
Imagen infrarroja de Godin y Agrippa (Cámara SIRCA). Observatorio de Estocolmo

Godin es un cráter de impacto lunar situado justo al sur del cráter Agrippa, en una región de tierras altas y accidentadas al este del Sinus Medii. El cráter Tempel, muy desgastado, se encuentra al noreste, en el lado este de Agrippa. Al sur aparecen los restos inundados de lava del cráter Lade.
| . |

El borde de Godin es más ancho en su mitad sur que en el del norte, dándole un contorno ligeramente en forma de pera. El interior es de superficie rugosa, con un albedo superior al de los alrededores. Un pico central se eleva desde el fondo en su punto medio, y un débil sistema de marcas radiales rodea el cráter y se extiende hasta unos 375 kilómetros de distancia. Debido a estos rayos, que indican su origen relativamente reciente, Godin está asignado como parte del Período Copernicano.
El cráter debe su nombre a Louis Godin (1704-1760), astrónomo francés y miembro de la Academia Francesa de Ciencias, que trabajó en Perú, España, Portugal y Francia.

## Cráteres satélite
Por convención estos elementos son identificados en los mapas lunares poniendo la letra en el lado del punto medio del cráter que está más cerca de Godin.
|       | \| Godin \| Coordenadas \| Diámetro \| \| ----- \| -------------------------- \| -------- \| \| A \| 2°42′N 9°42′E / 2.7, 9.7 \| 9 km \| \| B \| 0°42′N 9°48′E / 0.7, 9.8 \| 12 km \| \| C \| 1°30′N 8°24′E / 1.5, 8.4 \| 4 km \| \| D \| 1°00′N 8°18′E / 1.0, 8.3 \| 5 km \| \| E \| 1°42′N 12°24′E / 1.7, 12.4 \| 4 km \| \| G \| 1°54′N 11°00′E / 1.9, 11.0 \| 7 km \| |          |
| Godin | Coordenadas | Diámetro |
| A     | 2°42′N 9°42′E / 2.7, 9.7 | 9 km     |
| B     | 0°42′N 9°48′E / 0.7, 9.8 | 12 km    |
| C     | 1°30′N 8°24′E / 1.5, 8.4 | 4 km     |
| D     | 1°00′N 8°18′E / 1.0, 8.3 | 5 km     |
| E     | 1°42′N 12°24′E / 1.7, 12.4 | 4 km     |
| G     | 1°54′N 11°00′E / 1.9, 11.0 | 7 km     |